# Hans van Steenwinkel el Viejo
Hans van Steenwinckel el Viejo (c. 1550-10 de mayo de 1601) fue un arquitecto y escultor flamenco-danés. Trabajó en muchos de los edificios daneses más importantes de su época, aunque el alcance exacto de sus contribuciones en muchos casos sigue siendo incierto y muchos han sido demolidos o rediseñados posteriormente. Era padre de Hans van Steenwinckel el Joven y Lorenz van Steenwinckel, y fundó una dinastía de arquitectos y escultores en Dinamarca.

## Biografía
Hans van Steenwinckel nació en Amberes hacia 1550. La familia huyó a Emden (Frisia Oriental), donde su padre, Lourens van Steenwinckel, se convirtió en maestro de obras y posteriormente en arquitecto municipal, y diseñó el ayuntamiento, que fue destruido durante la Segunda Guerra Mundial. Hans van Steenwinckel se formó con su padre y se sabe que en 1574 recibió un pago por el diseño de la escalera y la torre del ayuntamiento.

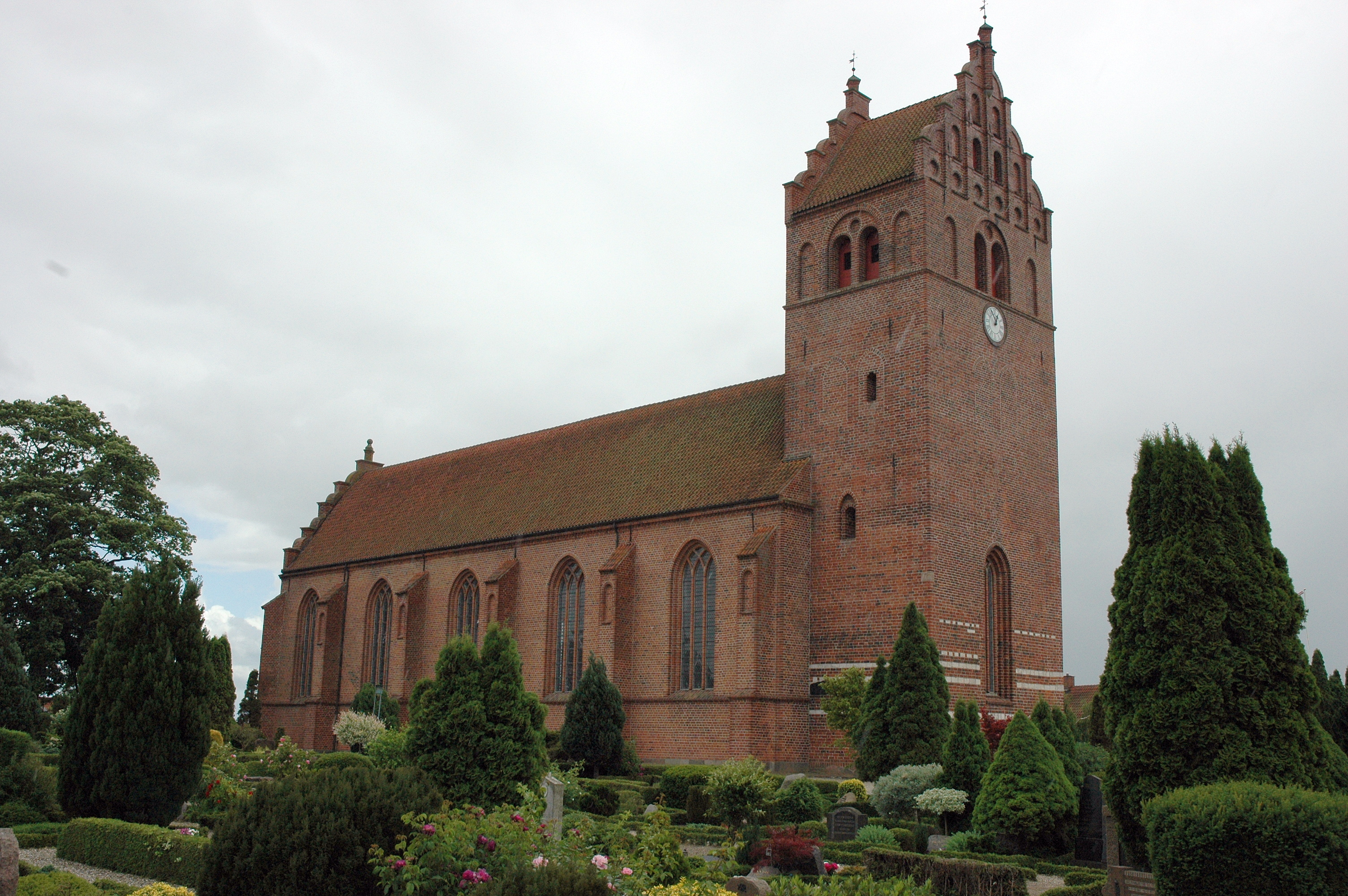
Iglesia de Slangerup, terminada en 1588

En 1578 viajó a Dinamarca, probablemente como uno de los maestros albañiles que su compatriota Anthonis van Obbergen había invitado para que le ayudaran a construir el castillo de Kronborg de Federico II en Elsinor. Hans solo trabajó en Kronborg durante aproximadamente un año antes de que, con permiso real, fuera a la isla de Ven a trabajar para el distinguido astrónomo Tycho Brahe, a quien el rey había concedido la isla en propiedad, así como fondos para construir una casa y un observatorio. Hans van Steenwinckel trabajó probablemente tanto en Uraniborg como en el posterior observatorio de Stjerneborg, ambos demolidos tras la muerte de Brahe en 1601. Desde 1585 vivió y trabajó en Copenhague, pero su presencia en Ven está documentada varias veces en la década de 1580 y por última vez en 1590. Estudió arquitectura teórica renacentista y astronomía y geometría con Brahe.
En 1582 fue nombrado maestro real de obras y, en la década de 1580, diseñó la iglesia de Slangerup.También trabajó en varias iglesias de Copenhague, entre ellas la iglesia de San Pedro y posiblemente también las torres de las iglesias de San Nicolás y del Espíritu Santo, aunque esto sigue siendo incierto.
Hans van Steenwinckel también construyó y reconstruyó varias casas señoriales en todo el país, incluidas Berritzgaard, Näsbyholm y Orebygård.
En 1588, el nuevo rey Christian IV le nombró arquitecto del Gobierno y, a partir de entonces, su principal tarea fue modernizar las fortificaciones de muchas ciudades y fortalezas danesas en Suecia y Noruega. Entre ellas, las fortalezas de Bohus, Varberg, Halmstad y Akershus. También fue responsable del trazado de la ciudad de Christianopel, completamente nueva. Según su lápida, estaba muy orgulloso de las fortificaciones de Halmstad, donde murió en 1601 y está enterrado en la iglesia de San Nicolás. 

## Proyectos
- Uranienborg (1576-1580)
- Stjerneborg (1584)
- Castillo de Näsbyholm
- Berritzgaard (1586)
- Örebygaard (1578-1587)
- Lundehave (1587)
- Iglesia de Slangerup (1588)
- Fortificaciones que incluyen la fortaleza de Bohus, Halmstad, Varberg, Akershus (1588-)
- Christianopel(1599)